# Roberto Batata
Roberto Batata, właśc. Roberto Monteiro (ur. 24 lipca 1949 w Belo Horizonte – zm. 13 maja 1976 w Belo Horizonte) – piłkarz brazylijski, występujący podczas kariery na pozycji napastnika.

## Kariera klubowa
Roberto Batata karierę piłkarską rozpoczął w klubie Atlético Três Corações, gdzie grał w latach 1968–1971. W 1971 roku przeszedł do Cruzeiro EC, w którym grał do końca kariery do 1976 roku. Z Cruzeiro zdobył Copa Libertadores 1976 oraz czterokrotnie mistrzostwo stanu Minas Gerais – Campeonato Mineiro w 1972, 1973, 1974, 1975 roku. Karierę piłkarską Roberto Bataty przerwała przedwczesna śmierć w wypadku samochodowym 13 maja 1976 roku.

## Kariera reprezentacyjna
Roberto Batata ma za sobą powołania do reprezentacji Brazylii. W 1975 roku wystąpił w Copa América 1975. Na turnieju wystąpił we wszystkich sześciu meczach Brazylii z: reprezentacją Wenezueli (debiut w reprezentacji 30 lipca 1975), Argentyną, Wenezuelą (2 bramki), Argentyną oraz dwa razy z Peru (bramka w pierwszym meczu). Ogółem w reprezentacji rozegrał 6 meczów i strzelił 3 bramki.